# Sinterklaas Pakt Uit
Sinterklaas Pakt Uit is een theatershow voor zowel kinderen als volwassenen die in 2004 en 2005 rond de Sinterklaas-periode door Nederland toerde. De presentatie is in handen van Ron Boszhard, die ook verantwoordelijk is voor het script. Tijdens de voorstelling draait het om de goedheiligman, maar de traditie staat erom bekend dat deze nooit meteen vanaf het begin aanwezig is, waardoor andere artiesten de show 'wanhopig' draaiende houden totdat het feest begint. Van de eerste editie uit 2004 verschenen: een cd, een dvd, en een televisie-uitzending. De tweede editie ging alleen langs theaters.

## Editie 2004
Ron Boszhard houdt een openingspraatje samen met de jongens en meisjes van Eurokids, zingt een paar liedjes en oefent met alle families in de zaal een welkomstnummer voor de Sint. Maar dan beginnen de problemen. Sinterklaas (Paul van Gorcum) kan niet naar de theaters komen, omdat hij zijn grote rode boek heeft weggedaan. In de plaats daarvoor heeft hij een laptop gekocht met alle namen van kinderen erin. Het probleem is dat hij niet meer weet hoe hij dit apparaat aankrijgt en dus zo ook de weg naar het theater niet kan vinden. Als Dirk Scheele met zijn Liedjesband (Judith Kamerman, Desi Rovers en Frank Schaafsma) ten tonele verschijnt en twee van zijn eigen nummers heeft gezongen, krijgt deze de opdracht de Sint op te halen met Zwarte Piet (Max Sietsema) maar tot overmaat van ramp krijgen ze onderweg een lekke band en komen ze zonder benzine te staan. Ondertussen krijgt Ron de presentator nog meer onverwacht bezoek van zes castleden uit de Kameleonfilms (Koen en Jos van der Donk, Steven de Jong, Rense Westra, Peter Groot Kormelink en Arjen Rooseboom) die met een liedje weer wat meer tijd weten te rekken. Dan komt Dirk op het valse idee om zichzelf te verkleden als Sinterklaas en zo de middag te redden. Iedereen op het podium trapt erin, maar helaas de kinderen niet en die verraden hem. Net als Ron hem eens flink wil straffen, loopt tot ieders verbazing de echte Sinterklaas de zaal binnen. Dolgelukkig kan de presentator verder met de optredens. Verder mag zelfs hij een wens doen bij Sinterklaas op schoot. Ron verklapt dat hij graag Treble in zijn schoen zou willen hebben. Sinterklaas laat zijn wens in vervulling gaan en de dames van Treble (Caroline Hoffman, Djem van Dijk en Nina van Dijk) treden op met hun nummer 1-hit Ramaganana. Dan rest ons nog één vraag: wat zit er toch in dat grote cadeau dat de hele middag lang al op het toneel staat met een bordje AFBLIJVEN? Ron legt uit dat hier voor Sinterklaas een speciale Mystery Guest in verstopt zit. Benieuwd opent de Sint het pakje en staat versteld als de mooie Sita Vermeulen eruit springt. Vergezeld door alle overige artiesten sluit zij met haar titelsong Keep Dancing With Me uit ZOOP een uiteindelijk toch nog succesvolle middag af, waarna de Pieten band (Marco Hulsebos, Robin Abma, Ton Kerkhof, Oscar Persijn, Clara Rullman) aanhaakt met het welbekende afscheid Dag Sinterklaasje.

## Editie 2005
Bijgestaan door wederom de Eurokids, bijna dezelfde Pietenband (Marco Hulsebos, Robin Abma, Ton Kerkhof, Oscar Persijn, zonder Clara Rullman) en Sita Vermeulen (die dit keer niet alleen optreedt, maar ook in dienst is als copresentatrice) start Ron Boszhard met alweer de tweede editie van het Sinterklaasfeest. Opnieuw staat er een groot verrassingspakket op het podium waar echt niemand aan mag komen en opnieuw is de Sint er nog niet. Maar dit keer is er geen reden voor paniek. Want dan komt een van de Pieten melden dat Sinterklaas expres een zoektocht heeft opgezet waarbij de kinderen, en eventueel ook de ouders, raadsels op moeten oplossen, waarmee zij een letter kunnen verdienen. Aan het einde vormen al die letters (vijf) een woord en dat is waar Sint zich schuilhoudt. Bijgestaan door optredens van Bastiaan van Diemen uit ZOOP (Ewout Genemans) Djumbo en 4:AM gaan de gasten op zoek naar alle ontbrekende letters (de P, de A, de K, de J, de E) En wat blijkt? De Sint zat de gehele tijd verstopt in het grote cadeau. Daarna gaat het feest zoals vanouds weer verder.